# شيص
 شيص : قرية صغيرة تتبع دولة الإمارات العربية المتحدة تقع بالكامل داخل ولاية مدحاء العمانية التي هي عبارة عن جزء من سلطنة عمان محاط كليا بدولة الإمارات العربية المتحدة على طريق الفجيرة – خورفكان أي فعليا مفصولة تماما عن الأرض الرئيسية لعمان، وتتبع منطقة النحوة إداريًا لإمارة الشارقة، للوصول إليها من طريق الفجيرة - خورفكان وقبل وصولك لخورفكان اتجه يسارا نحو مدخل ولاية مدحاء العمانية وتابع السير إلى مدحاء الجديدة ومن هناك وبطول حوالي 5 كلم يوجد طريق متعرج يؤدي إلى النحوة حيث ترشد اللوحات المرورية، وبعد عبور الحدود الفاصلة ب80 متر (لا يوجد جوازات أو جمارك) يوجد مركز شرطة النحوة، تذكر أنه وخلال مرورك بولاية مدحاء سيتغير إرسال الهاتف المتحرك من شبكات دولة الإمارات إلى الشبكة العمانية تماما كما يحدث على طريق دبي- حتا عندك عبورك لولاية محضة العمانية.تقع قرية شيص القريبة لمدينة خورفكان التابعة لإمارة الشارقة وسط سلسلة جبلية تتمتع بطبيعة ساحرة.

## سبب التسمية
يذكر الأهالي بأن سبب التسمية (شيص) بهذا الاسم بأنه ذات سنة أجدبت المنطقة وأصابها القحط شديد مما أدى إلى وفاة الكثير من أبنائها وهجرها الآخرون ولم تجد أشجار النخيل من يلقح ثمرتها مما أدى إلى تلف ثمارها، والمعروف بأن النخلة أن لم تلقح (تنبت) تتلاصق ثمرتها ولا تنضج وتبقى خضراء وتسمى ذلك الثمار بالشيص.

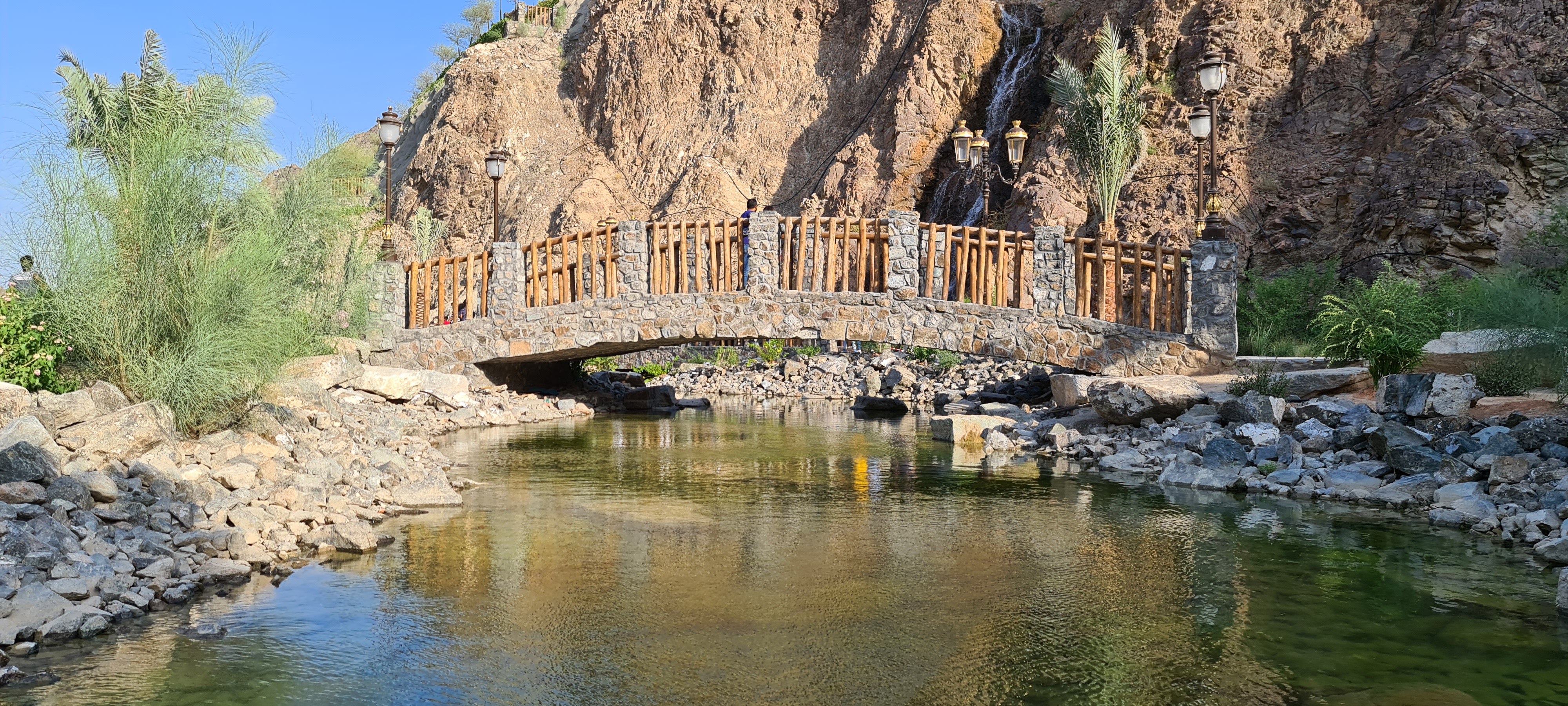
حديقة وادي شيص

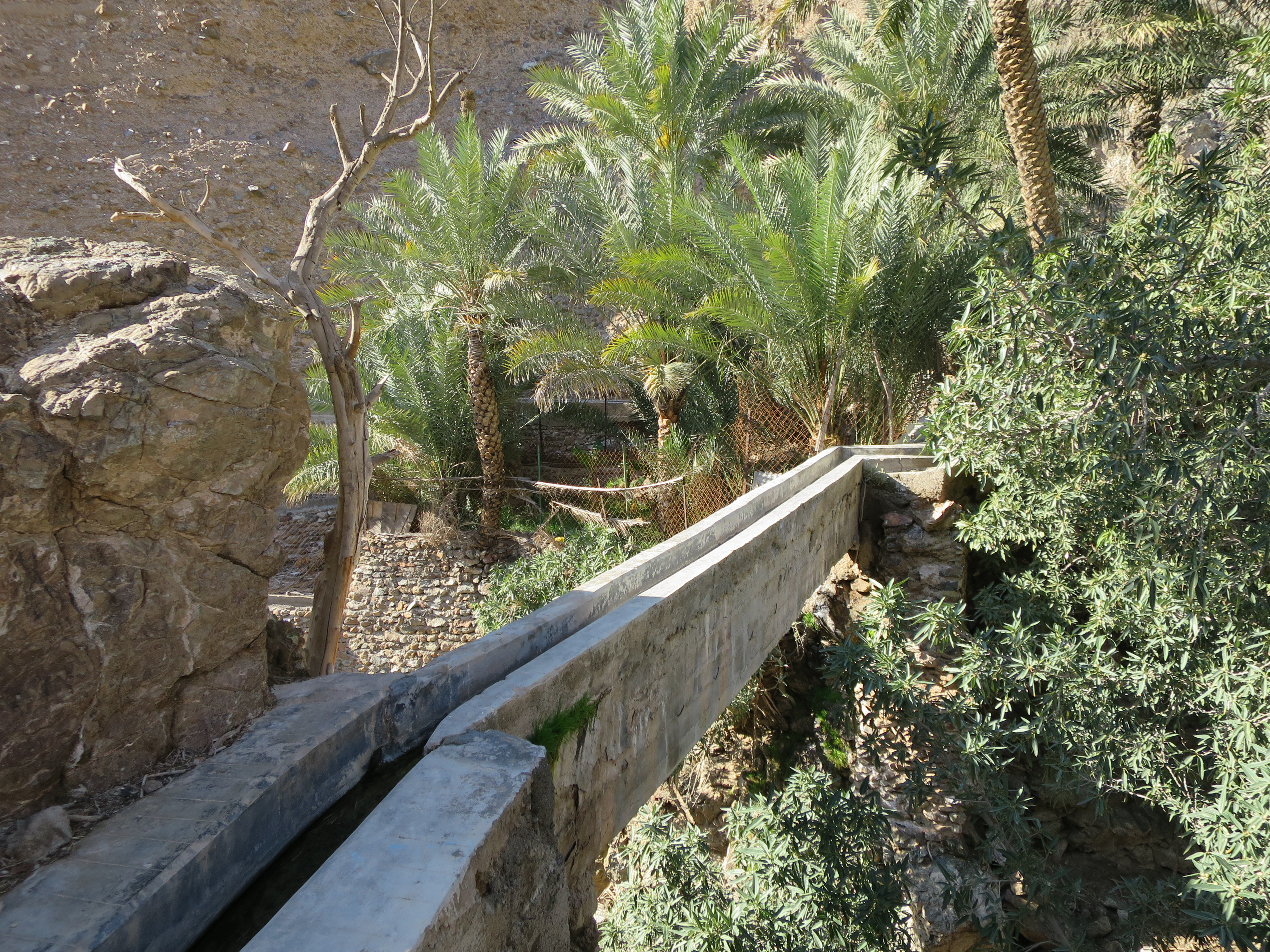
شيص